# Богза (Румунія)
Богза (рум. Bogza) — село у повіті Вранча в Румунії. Входить до складу комуни Сіхля.
Село розташоване на відстані 147 км на північний схід від Бухареста, 20 км на південь від Фокшан, 66 км на захід від Галаца, 124 км на схід від Брашова.

## Населення
За даними перепису населення 2002 року у селі проживали 1064 особи, з них 1063 особи (99,9%) румунів. Усі жителі села рідною мовою назвали румунську.